# Новокытманово
Новокытма́ново — село в Кытмановском районе Алтайского края. Входит в Новотарабинский сельсовет

## География
Расположилась деревня на речке Тарабе.

## История
Образовано в 1780 г. Кытмановым Александром Ивановичем.
К Колыванским заводам жители деревни были приписаны в 1802 г. Первопоселенцами являлись Кытмановы, Шевелевы, Дегтярёвы, Некрасовы, Атамановы и Жуковы. Деревня получила название по самой многочисленной фамилии Кытмановых, которые переселились сюда из Кытманово.
Занимались жители хлебопашеством, разводили скот, промышляли лесом, охотой и рыбной ловлей. Жили богато. К середине 19 века здесь было три мельницы. В среднем на одного жителя приходилось 7 лошадей, 4 коровы, 3 овцы. По Столыпинской реформе пришло много новых жителей. Если в конце 19 в. таковых будет чуть более 300, то в 1916 больше 2000.
К 1926 г. деревня растянется до «8 вёрст» с населением 2129 человек. Третий показатель в районе.
В период сталинских репрессий будут расстреляны 4 человека.
На войну уйдут 72 мужика, а вернутся 30.
После войны народ стронется из деревни, и будут уезжать куда угодно. Колхоз «Ленинские дни» был крепким хозяйством, даже на ВДНХ будет отмечен, но отсутствие школы, дорог заставили людей уезжать. И деревня погибла. Сегодня там никто не живет. Инфраструктуры нет никакой. в ночь с 24 на 25 апреля в сильную грозу от разряда молнии загорелась трава, что привело к полному сгоранию брошенных домов. Местность, где размещалась деревня заросло луговой порослью, кустарниками и берёзами 

## Население
| 1926 | 1997 | 1998 | 1999 | 2000 | 2001 | 2002 | 2003 | 2004 | 2005 |
| ---- | ---- | ---- | ---- | ---- | ---- | ---- | ---- | ---- | ---- |
| 2129 | ↘131 | ↘126 | →126 | ↘114 | ↘102 | ↘90  | ↘87  | ↘84  | ↘82  |
| 2006 | 2007 | 2008 | 2009 | 2010 | 2011 | 2012 | 2013 |      |      |
| ↘81  | ↘74  | ↘73  | ↘72  | ↘62  | ↘60  | ↘59  | ↘56  |      |      |

## Люди, связанные с селом
Председатель местного колхоза Корнев Иван Фёдорович стал Героем Советского Союза.
В селе родился Герой Советского Союза Филипп Терехов.